# Рінек Олександр Христофорович
Олександр Христофорович (Християнович) Рінек (1837, Архангельськ — 1916) — київський науковець. Професор. Завідувач кафедри госпітальної хірургії Київського університету св. Володимира.

## Біографія
У 1864 році закінчив Петербурзьку медико-хірургічну академію, де був залишений при кафедрі хірургії. У 1867 році став доктором медицини, після чого два роки стажувався за кордоном. У 1872 році був призначений ординатором Київського шпиталю, згодом був обраний доцентом кафедри медицини Київського університету. Після обрання Олександра Христофоровича професором кафедри, клініка мала 80 ліжок у військовому шпиталі. У 1881 році після відставки Володимира Караваєва, Рінек перейшов на кафедру госпітальної хірургії, професором. З 1878 по 1883 рр. очолив кафедру госпітальної хірургії Київського університету св. Володимира.
У 1887 року став засновником та першим командором яхт-клубу на Трухановому острові, який очолював до 1894 року, коли його змінив віце-командор Микола Максимович.
Оперував кілька відомих поетів і письменників, зокрема Лесю Українку, прооперував їй ліву руку, видалив кістки, уражені патологічним процесом: раніше їй діагностували туберкульоз кісток.

## Автор наукових праць
- "Клиническое и патолого-анатомическое значение сарком" ("Протоколы Общества Русских Врачей в Санкт-Петербурге", 1867),
- "Случай хандромы верхней челюсти" ("Протоколы Общества Русских Врачей в Киеве", 1872),
- "О сапных новообразованиях" ("Протоколы Общества Русских врачей в Санкт-Петербурге", 1868),
- "К учению о воспалительном процессе" ("Труды съезда естествоиспытателей в Москве" и "Медицинский Вестник", 1869),
- "О развитии сосудистого листка в зародыше форели" (ib.)[3]